# Заверхня Кичера
Заве́рхня Кичера — село в Синевирській громаді Хустського району Закарпатської області України.
Перша згадка в 1500 році.

## Географія
На південному сході від села бере початок річка Ясеновець, ліва притока Тереблі.

## Населення
Згідно з переписом УРСР 1989 року чисельність наявного населення села становила 158 осіб, з яких 82 чоловіки та 76 жінок.
За переписом населення України 2001 року в селі мешкали 164 особи. 100 % населення вказало своєю рідною мовою українську.